# Goryphus madhulikae
Goryphus madhulikae là một loài tò vò trong họ Ichneumonidae.